# Richfield (Minnesota)
Richfield è un comune degli Stati Uniti d'America, situato in Minnesota, nella contea di Hennepin.